# Willem van den Berg (grafisch ontwerper)
Willem van den Berg (Spijkenisse, 1953) is een Nederlands grafisch ontwerper.

## Loopbaan
Van den Berg werd geboren in Spijkenisse. Hij studeerde na zijn middelbare school Vrije technieken en Publiciteit aan de Academie voor Beeldende Kunst in Rotterdam. Tijdens zijn studie liep hij stage bij het audiovisueel centrum. Eind jaren 70 ging hij als opvolger van Jaap Drupsteen werken bij de afdeling grafisch ontwerp bij de NCRV. Zijn eerste ontwerp was hij logo van het jongerenprogramma Neon. Hierna ging hij werken als vormgever voor de VPRO. Zijn ontwerpen maakte hij thuis in een schuur die hij had omgebouwd tot een ontwerpstudio. In 1986 richtte hij samen met Martin Roodnat het bedrijf "Pixel Graphics" op waar ze met behulp van computeranimatie ontwerpen maakte voor tv-series. Begin jaren negentig gingen ze werken voor de zenders RTL Veronique en RTL 4. Eind jaren negentig kwam daar een einde aan en waarna hij weer voor zichzelf begon te werken. Hij maakte onder meer logo's en leaders voor Op zoek naar het zesde zintuig en Over mijn lijk.  Hij heeft zijn eigen ontwerpbureau "'n Berg Werk" in Huizen. Hier ontwierp hij animaties voor de tv-programma's Altijd wat, De vijfde dag, Kassa, EenVandaag en Zembla en leaders voor Kinderen voor Kinderen, De Club van Sinterklaas en Animal Crackers.

## Tv-programma's
- (1979) Neon
- (1987) Rok & rol
- (2003) De wedding planner
- (2003) Het familiediner
- (2003) Ik mis je
- (2004) Follow the leader
- (2004) Tv toppers
- (2005) NCRV-kerststationcall
- (2005) Keurmeesters
- (2006) De zingende zaak
- (2006) Netwerk
- (2006) Rondom 10
- (2006) Over mijn lijk
- (2006) Op zoek naar het zesde zintuig
- (2006) Tegenpolen
- (2006) Tijd voor tien
- (2006) Galileo
- (2006) Omega code
- (2006) Stationsstraat
- (2006) Topkok
- (2006) Villa historica
- (2006) ZipZoo
- (2006) Wie het weet mag het zeggen
- (2006) Wonderlijke wegen